# Discovery Mix
Discovery Mix var en TV-kanal som visade delar ur de fem Discoveryägda kanalerna Animal Planet, Discovery Channel, Discovery Civilisation, Discovery Science och Discovery Travel & Living. Kanalens syfte var att marknadsföra de olika kanalerna och locka till abonnemang. De som ser tv genom Com Hems kabelnät måste ha en digitalbox för att få tillgång till någon av de ordinarie kanalerna.
När kanalen lanserades i början av år 2002 ersatte den EuroNews i det analoga kabelnätet. Kanalen möttes av protester från Com Hems kunder, främst för att kanalen kunde växla över till ett annat program innan det pågående programmet hunnit ta slut. En del menar att kanalen bara var ett försök från Com Hems sida att locka folk till att köpa digitalboxar för att få se de ordinarie kanalerna.
Den 1 september 2007 försvann kanalen då den byttes ut mot TV8 i Com Hems analoga och digitala TV-utbud.